# Serhij Chartschenko
Serhij Olehowytsch Chartschenko (ukrainisch Сергій Олегович Харченко; * 17. April 1976 in Kiew, Ukrainische SSR, Sowjetunion) ist ein ehemaliger ukrainischer Eishockeyspieler, der den Großteil seiner Karriere beim HK Sokil Kiew, für den er sowohl in der Ukraine, als auch in Belarus und Russland spielte, verbrachte.

## Karriere
Chartschenko begann seine Karriere beim HK Sokil Kiew in seiner Geburtsstadt. Bei diesem Klub spielte er den Großteil seiner Karriere. Neben den Einsätzen in der ukrainischen Liga, in der er 2005, 2006 und 2009 den ukrainischen Meistertitel erringen konnte, auch in der East European Hockey League, die das Team 1998 und 1998 für sich entscheiden konnte, sowie in Russland und Belarus. 1996/97 spielte er zudem auch für Ldinka Kiew in der EEHL. Zwischenzeitlich verließ er seinen Stammverein aber auch immer wieder für einige Jahre. So spielte er von 2002 bis 2004 für den EV Füssen in der deutschen Oberliga, 2006/07 für die Hull Stingrays in der britischen Elite Ice Hockey League, 2009 bis 2011 für den HK Beibarys Atyrau, mit dem er 2011 kasachischer Meister wurde, und zum Abschluss seiner Karriere 2013/14 beim HK Kompanion-Naftohas Kiew, mit dem er seinen vierten ukrainischen Titel errang.

### International
Chartschenko vertrat sein Heimatland sowohl im Junioren- als auch Seniorenbereich. Erstmals spielte er mit der ukrainischen Auswahl bei den U18-C-Europameisterschaften 1993 und 1994. Mit der ukrainischen Juniorenauswahl nahm er 1995 an der Junioren-A-Weltmeisterschaft teil. Trotz eines 3:2-Sieges gegen die Vereinigten Staaten reichte es jedoch nicht zum Klassenerhalt.
Anschließend dauerte es sieben Jahre, bis er mit der ukrainischen Herren-Nationalmannschaft an der Weltmeisterschaft 2002 in der Top-Division teilnahm. Auch 2003, 2004 und 2007 spielte er für sein Land in der Top-Division der Weltmeisterschaft. Bei der Weltmeisterschaft 2009 spielte er in der Division I. Darüber hinaus nahm er für die Ukraine am Qualifikationsturnier für die Olympischen Winterspiele 2006 in Turin teil.

## Erfolge und Auszeichnungen
- 1998 East-European-Hockey-League-Gewinn mit dem HK Sokil Kiew
- 1999 East-European-Hockey-League-Gewinn mit dem HK Sokil Kiew
- 2005 Ukrainischer Meister mit dem HK Sokil Kiew
- 2006 Ukrainischer Meister mit dem HK Sokil Kiew
- 2009 Ukrainischer Meister mit dem HK Sokil Kiew
- 2011 Kasachischer Meister mit dem HK Beibarys Atyrau
- 2014 Ukrainischer Meister mit dem HK Kompanion-Naftohas Kiew